# Joliette

Joliette é uma cidade da província canadense de Quebec, e centro da Municipalidade Regional do condado de Joliette. Sua área é de 22,81 Km quadrados e sua população é de 17,837 habitantes, pelo censo canadense de 2001.